# 人海孤鴻 (1989年電影)
《人海孤鴻》，又名《人海孤雄》，是1989年上映的一部香港犯罪剧情片，由潘文傑執导，莫少聪、刘德华、羅美薇主演。

## 剧情
林初三和沙士自小在父母辈的带领下自内地逃到香港谋生，作为一对一起从小玩到大的好哥们，他们缺乏家庭关爱和正常教育，所以经常惹事生非成为社会混混。长大后初三因女友少女阿美意外怀孕而被迫婚，沙士为替初三筹钱而不惜打劫并打伤警察，结果两人在初三结婚当天一同被捕入狱六年。
出狱后阿美也已成为别人之妻，两人则借债经营娼妓为生，却碰巧带队扫黄的警官周荣是初三失散多年的生父，可惜两人当时并不相识。因经营娼妓失败而欠债，债主虎哥逼他们绑票还债。最后初三与沙士二人又一次挺而走险绑架富家女嘉宝，虎哥取得赎金后还想撕票杀害人质，沙士私自将嘉宝交给阿美（她是嘉宝的家庭教师）因此惹怒虎哥，结果沙士被虎哥的人杀害。初三誓要为兄弟报仇，但最终在相认后的生父周警官的循循善诱下放下屠刀重新做人，虎哥则被警方绳之以法。

## 角色
| 演員   | 角色     | 备注                   |
| 莫少聪 | 林初三   | 自小父母失散，跟随母姓 |
| 刘德华 | 沙士     |                        |
| 羅美薇 | 阿美     | 林初三女友             |
| 鮑起靜 | 林周文秀 | 林初三母亲             |
| 成奎安 | 高佬泉   |                        |
| 王鍾   | 周荣     | 警官，林初三生父       |
| 黎漢持 | 虎哥     | 黑帮大佬               |
| 曾光展 |          |                        |
| 冼灝英 | 耀       |                        |
| 成福安 |          |                        |

## 相关电影
- 1960年电影《人海孤鴻》，李晨风执导，吴楚帆、白燕及李小龍主演，華聯影業公司的創業作品，讲述孤兒院院長何思琪在抗日战争时家散人亡，妻子阿兰及女儿去世，他又跟儿子阿陶及佣人五姐失散后发生的故事。